# Середовина
Середо́вина (рос. Середовина) — селище у складі Нев'янського міського округу Свердловської області.
Населення — 247 осіб (2010, 286 у 2002).
Національний склад станом на 2002 рік: росіяни — 81 %.